# Новоселки (Стабенское сельское поселение)
Новоселки — деревня в Смоленском районе Смоленской области России. Входит в состав Стабенского сельского поселения. 
Расположена в западной части области в 17 км к северу от Смоленска, в 11 км севернее автодороги М1 «Беларусь». В 19 км южнее деревни расположена железнодорожная станция Смоленск на линии Москва — Минск. 

## История
В годы Великой Отечественной войны деревня была оккупирована гитлеровскими войсками в июле 1941 года, освобождена в сентябре 1943 года. 